# Plank road

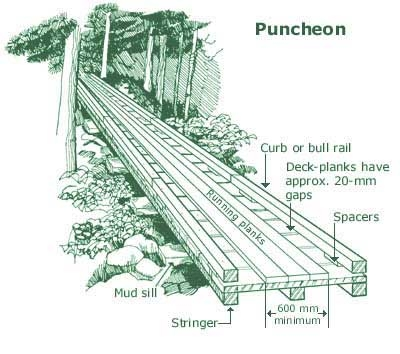
Schéma d'une Plank Road (route de planches)

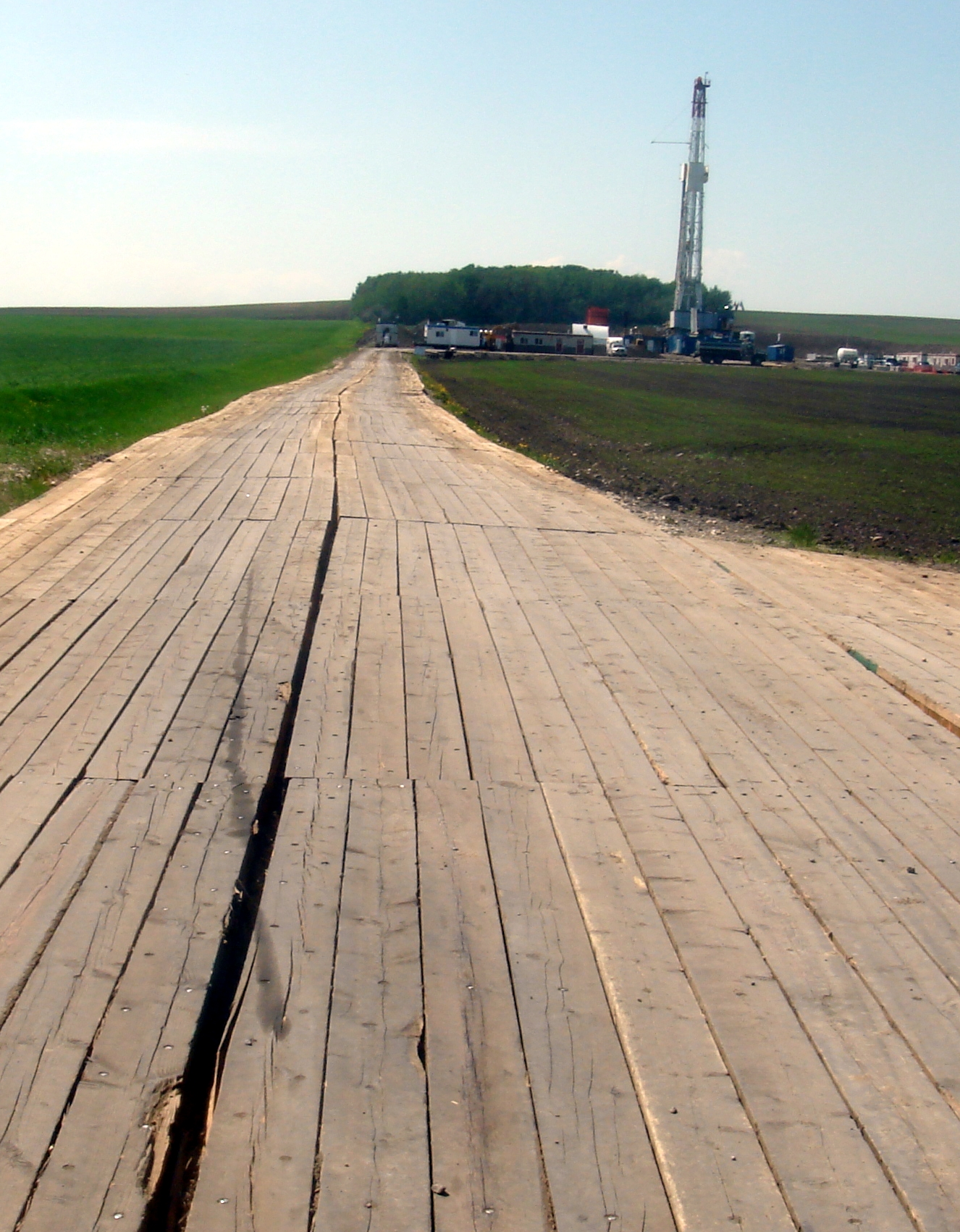
Une route de tapis de bois tapis en Colombie-Britannique, utilisée pour l'accès temporaire sur le sol mou

Une plank road (route de planches) est une route composée de planches de bois ou de rondins de tonneaux. Ces routes se trouvaient fréquemment dans l'Ontario (Canada) et dans le Nord-Est et dans le Midwest des États-Unis dans la première moitié du XIXe siècle. Elles étaient souvent construites par des entreprises de routes à péages.

## Origines
À la fin des années 1840, les routes de planches conduisent à un essor de l'investissement puis son effondrement subséquent. La première route de planches aux États-Unis est construite dans le nord de Syracuse, dans l'État de New York, pour le transport du sel et d'autres marchandises ; elle semble avoir été copiée sur des routes précédentes du Canada, elles-mêmes copiées sur celles de la Russie. Comme nombre de technologies débutantes promettant d'améliorer toujours plus la vie et le travail des gens, l'investissement dans les routes de planches conduit à des modifications légales visant à favoriser le développement et les investissements spéculatifs de personnes privées, etc. Finalement, la technologie ne tient pas ses promesses, et des millions de dollars d'investissements s'évaporent presque du jour au lendemain.
Trois routes de planches, la Hackensack, la Paterson, et la Newark, étaient les principales artères dans le nord du New Jersey. Les routes traversent les New Jersey Meadowlands, reliant les villes pour lesquelles elles ont été nommés vers le front de merl de l'Hudson.
Sur la côte ouest américaine, la Canyon Road de Portland, en Oregon est une autre artère importante, bien que courte. Elle est construite entre 1851 et 1856.

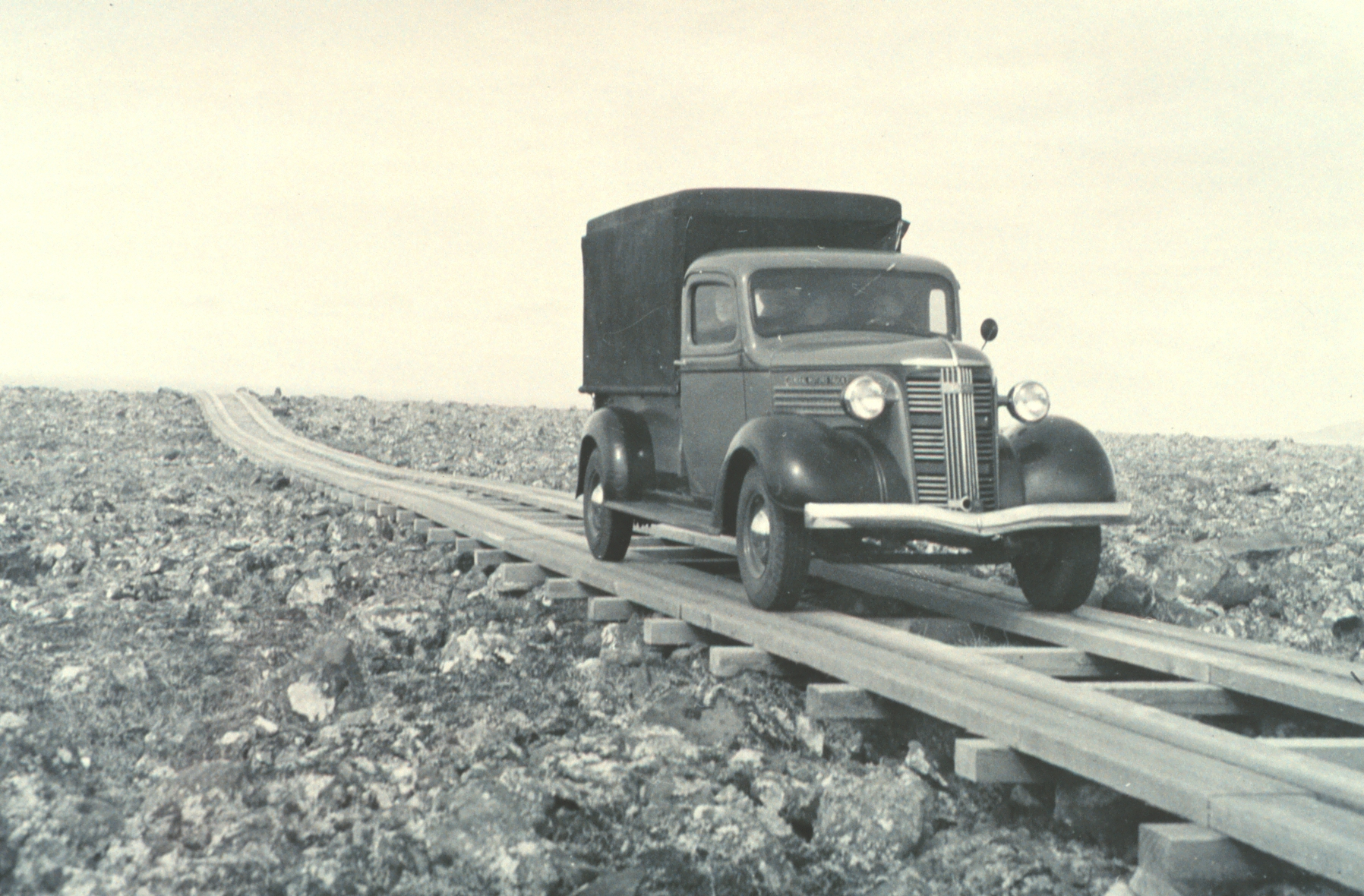
Une route de planches sur l'une des Îles Pribilof, Alaska

La Kingston Road (Toronto) (route du gouverneur), la Danforth Avenue de Toronto sont des routes de planches construites par la Don and Danforth Plank Road Company à la fin du XVIIIe siècle et début du XIXe siècle. La Highway 2 (Ontario) de Toronto vers l'est est une ancienne route de planches du XIXe siècle et sera plus tard une route pavée.

## Route de planches en Australie
À Perth, en Australie occidentale, les routes de planches relèvent d'une grandet importance dans le développement précoce de l'agriculture et des zones urbaines périphériques, compte tenu des distances imposées par les marécages et les terres relativement infertiles. Comme le coût s'élevait à 2 000 £UK par kilomètre pour construire des routes par des moyens classiques, les conseils locaux (connus sous le nom de conseil des routes) expérimentent des approches de construction de routes moins onéreuses. Une méthode appelée Jandakot Corduroy s'est développée à Jandakot au sud-est de Perth, où un tramway jarrah repose sur des traverses de 2,3 m de long, délimitées par deux bandes de planches de jarrah de 70 cm de largeur pour des roues de chariot de transport. Un vide de 90 cm est comblé avec des décombres de pierre calcaire pour être utilisé par des chevaux. Cela permet de réduire les coûts de construction de routes jusqu'à 85% après leur introduction en 1908. Cependant, l'augmentation du trafic et du développement suburbain finissent par rendre ces itinéraires insatisfaisants au fil du temps et dans les années 1950, ces routes sont remplacées par des routes en bitume.